# برودريك رايت
برودريك رايت (بالإنجليزية: Broderick Wright)‏ هو لاعب دوري الرغبي أسترالي، ولد في 24 يوليو 1987 في سيدني في أستراليا.